# North East Antifascists
Die North East Antifascists, kurz NEA, gehört zu den Hauptakteuren im Bereich der autonomen Antifa in Berlin und ist laut der Landesbehörde für Verfassungsschutz eine 2007 gegründete linksextreme Gruppierung.
Neben antifaschistischen Aktivitäten, die sich auch unter Anwendung von Gewalt und dem Namen entsprechend überwiegend im Nordosten Berlins bewegen, engagieren sich die North East Antifascists schwerpunktmäßig gegen Gentrifizierung. Weitere Themen der Gruppe sind das Gedenken an ermordete Opfer von Rechtsextremisten und die Mobilisierung gegen Parteien aus dem Bereich Rechtspopulismus.
Ideologisch weniger dezidiert gefestigt, lehnt die Gruppe nach eigener Aussage den Staatskapitalismus der Ostblock-Staaten ab und wendet sich gegen Staat und Nation. Sie sieht Freiheit vielmehr in Anarchismus und libertärem Kommunismus realisiert.